# Амір Темур хійобоні (станція метро)
41°18′43″ пн. ш. 69°16′53″ сх. д. / 41.31194° пн. ш. 69.28139° сх. д.
Амір Темур хійобоні (узб. Amir Temur xiyoboni) — станція Чилонзорської лінії Ташкентського метрополітену розташована між станціями Мустакіллік майдоні і Хамід Олімджон.
Названа по скверу еміра Тимура .
До 1 травня 1992 станція називалася Октябрь інкілобі (Жовтневої Революції), після була перейменована у Марказій хійобоні (Центральний сквер). Сучасну назву станція отримала 1 серпня 1993.
Відкрита 6 листопада 1977 у складі першої черги Чилонзорської лінії.
Колонна трипрогінна станція мілкого закладення з двома підземними вестибюлями, суміщеними з пішохідними підземними переходами.
Пересадка на станцію Юнус Раджабі Юнусободської лінії.
При проектуванні і будівництві станції використаний збірний залізобетон  Плити перекриття приховані за підвісною стелею, світильники встановлені в ригелях-балках. Оздоблення колон станції виконано білим Нуратинським мармуром, колійні стіни — червонуватим Газганським мармуром. Підлога станції оздоблено [граніт]ом сірого і чорного кольорів.
Раніше на колійних стінах були панно з карбованої міді виконані скульпторами В. Луньовим і Л. Рябцевим. Але мабуть через тематику (революційна тема) після проголошення незалежності панно були демонтовані.